# 杜威比奇
杜威比奇（英語：Dewey Beach）是美国特拉华州苏塞克斯县下属的一座城镇，面积为0.86平方公里，均为陆地。2011年的数据显示该地有人口347人。论人口在本州排行第43。

## 來源
1. ↑  . U.S. Census Bureau.   [2011-11-18]. （原始内容存档于2006-02-08）.